# Muž na laně (film, 2015)
Muž na laně (v anglickém originále The Walk) je americký hraný film z roku 2015. Režíroval ho Robert Zemeckis, jenž se spolu s Christopherem Brownem podílel i na scénáři. Zakládá se na skutečné události ze srpna 1974, kdy francouzský provazochodec Philippe Petit přešel po laně bez jištění mezi nově dostavěnými budovami-dvojčaty Světového obchodního centra. Témuž tématu se věnoval již oceňovaný britský dokument Man on Wire z roku 2008 (česky stejnojmenný). V novém Zemeckisově zpracování, distribuovaném i v 3D verzi, ztvárnil Petita herec Joseph Gordon-Levitt.

## Postavy a obsazení
| Joseph Gordon-Levitt | Philippe Petit       |
| Ben Kingsley         | Papa Rudy            |
| James Badge Dale     | Jean-Pierre          |
| Ben Schwartz         | Albert               |
| Charlotte Le Bon     | Annie Allixová       |
| Steve Valentine      | Barry Greenhouse     |
| Clément Sibony       | Jean-Louis           |
| César Domboy         | Jeff / Jean-François |